# Kosa (řeka)
Kosa (rusky Коса) je řeka v Permském kraji v Rusku. Je dlouhá 267 km. Její povodí činí 10 300 km².

## Průběh toku
Pramení na severu Hornokamské vysočiny. Protéká bažinatou nížinou. Ústí zprava do Kamy.

## Vodní režim
Zdrojem vody jsou převážně sněhové srážky. Průměrný roční průtok vody ve vzdálenosti 43 km od ústí činí přibližně 40 m³/s. Zamrzá na konci října až v listopadu a rozmrzá v dubnu až na začátku května.

## Využití
Je splavná pro vodáky.